# Antodice micromacula
Antodice micromacula là một loài bọ cánh cứng trong họ Cerambycidae.